# Paulius Staškūnas
Paulius Staškūnas (ur. 20 maja 1974 w Poniewieżu) – litewski koszykarz, występujący na pozycji obrońca/skrzydłowy, grał m.in.: Komfort Forbo Stargard (1999–2001), Pogoń Ruda Śląska (2001–2002), Madeira CAB (Portugalia) (2005–2006).

## Życiorys
Paulius Staškūnas urodził się 20 maja 1974 w Poniewieżu w północnej Litwie. Był wychowankiem miejskiego klubu z miasta Poniewież i dwukrotnym juniorskim mistrzem swego kraju. W roku 1991 rozpoczął grę w litewskiej ekstraklasie w zespole Kałnapilis Poniewieżys, gdzie grał w barwach tej drużyny przez osiem lat, a jego rekord wynosił 45 punktów w jednym z meczów litewskiej ekstraklasy. W roku 1999 Staškūnas trafił do Polski, gdzie do 2001 grał w Komfort Kronoplus Stargard Szczeciński. Podczas swojej kariery sportowej w stargardzkim zespole rozegrał w PLK 60 meczów, zdobył 521 punktów. W sezonie 2001/2002 grał w Pogoni Ruda Śląska, gdzie rozegrał 11 spotkań, zdobył 92 punktów. W grudniu 2001 powrócił na Litwę, gdzie grał w zespole Poniewieżys Preventa-Malsen (LKL), następnie w Bremerhaven BSG (druga liga niemiecka), potem w Madeira CAB (Portugalia). Karierę zakończył w 2012 Poniewieżys Bangenė-Aivera (RKL). Ma żonę Rassę oraz dwóch synów: Rokosa i rok młodszego Karlisa.

## Osiągnięcia
Na podstawie, o ile nie zaznaczono inaczej.
Drużynowe
- Dwukrotny mistrz Litwy juniorów
- V miejsce PLK (2001)

Indywidualne

## Historyczne składy Pauliusa Staškūnasa
Paulius Staškūnas zadebiutował w stargardzkim ekstraklasowym zespole w roku 1999.

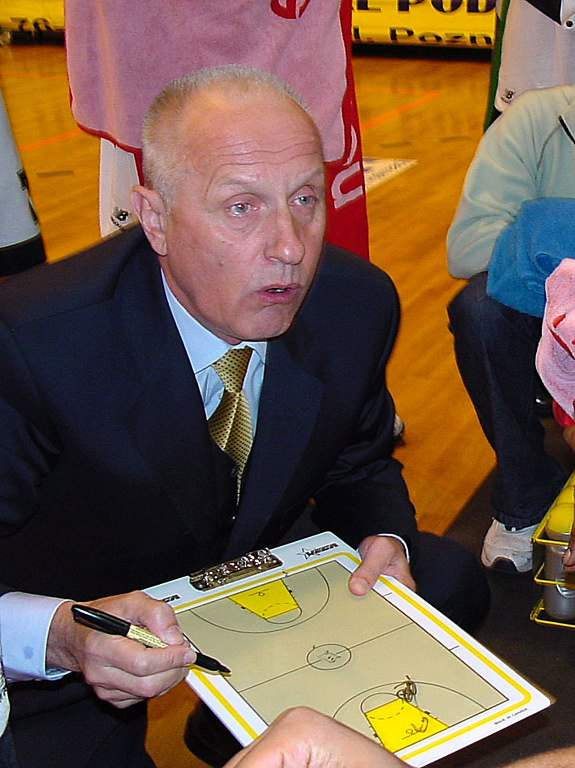
Tadeusz Aleksandrowicz był trenerem Staškūnasa

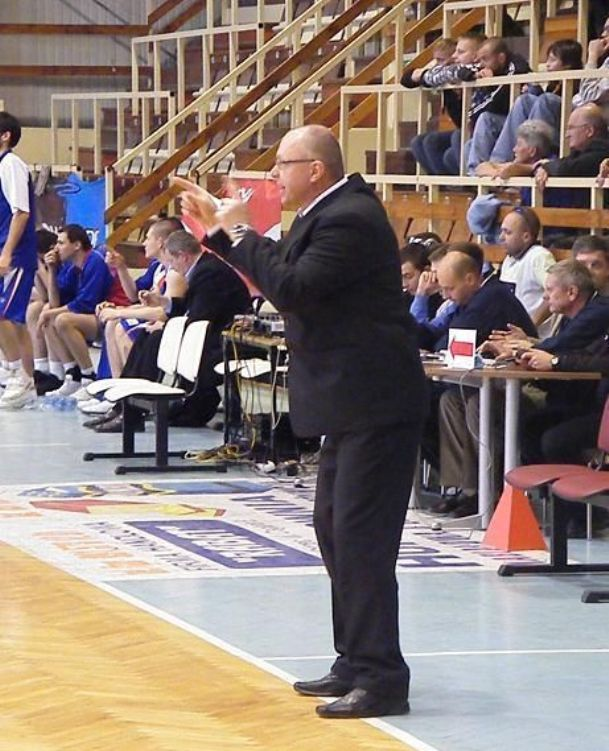
Mieczysław Major był trenerem Staškūnasa

### Sezon 1999/2000 (rozgrywki w PLK)
Paulius Staškūnas w sezonie 1999/2000 grał w Spójni w PLK. Skład z lat 1999/2000:
| Nr | Poz. | Nar.                | Nazwisko i imię      | Data urodzenia | Wzrost | Masa ciała |
| -- | ---- | ------------------- | -------------------- | -------------- | ------ | ---------- |
| 15 | S    | Polska              | Wiekiera, Paweł      | 1978-01-14     | 205 cm |            |
| 13 | C    | Polska              | Grudziński, Wiktor   | 1978-04.-9     | 207 cm |            |
| 14 | S    | Polska              | Morkowski, Robert    | 1974-08-21     | 200 cm |            |
| 3  | S    | Polska              | Kurkianiec, Kamil    | 1980-01-13     | 190 cm |            |
| ?  | C    | Polska              | Bigus, Rafał         | 1976-07-12     | 215 cm |            |
| ?  | ?    | Stany Zjednoczone   | McGruder, Prentice   | 1974           | 192 cm |            |
| 8  | S    | Polska              | Krzemiński, Łukasz   | 1980-06-16     | 201 cm |            |
| 11 | S    | Polska              | Nowak, Michał        | 1980-09-27     | 198 cm |            |
| 7  | O    | Polska              | Nizioł, Piotr        | 1969-01-15     | 190 cm |            |
| ?  | S    | Polska              | Słomiński, Adam      | 1980           | 202 cm |            |
| 10 | O    | Polska              | Liśkiewicz, Marcin   | 1981           | 192 cm |            |
| 12 | S    | Serbia i Czarnogóra | Pokrajac, Damir      | 1966-10-21     | 205 cm |            |
| 6  | O/S  | Litwa               | Staškūnas, Paulius   | 1974-05-20     | 198 cm |            |
| ?  | O    | Stany Zjednoczone   | Wilson, Marcus       | 1977-08-08     | 191 cm |            |
| ?  | S/C  | Polska              | Ziółkowski, Wojciech | 1972-04-26     | 205 cm |            |

Trener:  Tadeusz Aleksandrowicz
 Asystenci: Mieczysław Major